# Henry Oporto
Henry Fernando Oporto Castro (Cochabamba, Bolivia, 11 de junio de 1953) es un político, empresario, escritor y sociólogo boliviano que desempeñó como Ministro de Desarrollo Sostenible y Planificación de la República de Bolivia durante el gobierno de Gonzalo Sánchez de Lozada. Destacado por su labor en la lucha contra la dictadura en la década de 1970 y posterior restauración de la democracia en 1982.

## Biografía
Estudió sociología en la Universidad Mayor de San Andrés en La Paz. En sus primeros años presidió la Federación Universitaria de la UMSA. Participó activamente en la lucha contra la dictadura en la década de 1970 y posterior restauración de la democracia boliviana en 1982.Vivió fuera del país por varios años en el exilio, debido a la opresión contra sus ideales democráticos.

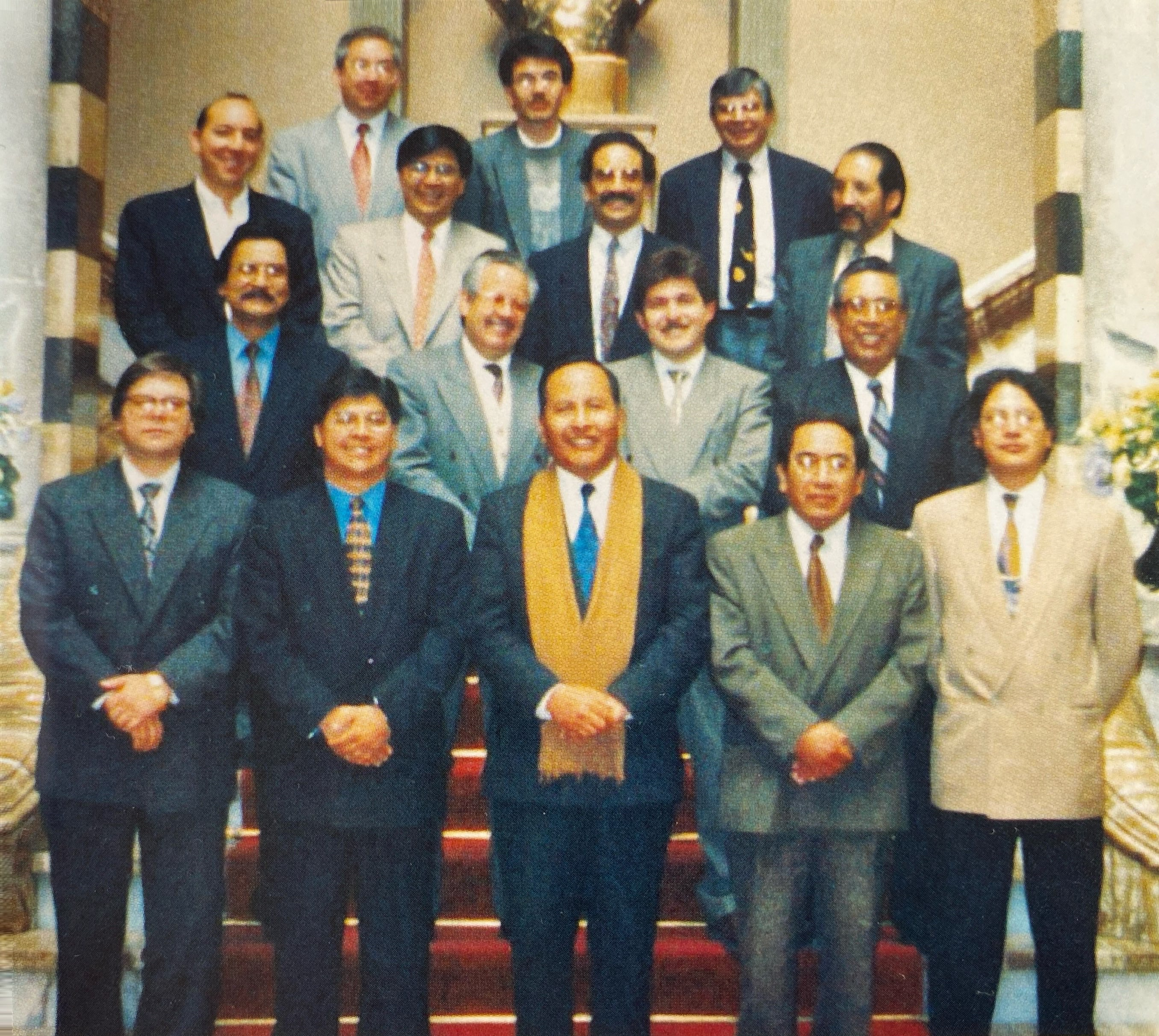
Henry Oporto como parte del Gabinete de Ministros de Estado de Bolivia en 1995.

En el servicio público fue Ministro de Desarrollo Sostenible y Planificación,previamente Viceministro de Planificación y Ordenamiento Territorial,ambos cargos durante el segundo mandato de Gonzalo Sánchez de Lozada.Jefe de Asuntos de Estado de la Vicepresidencia en el primer mandato de Gonzalo Sánchez de Lozada.Recientemente ocupó el cargo de Jefe de Gabinete del Ministerio de Desarrollo Productivo y Economía Plural en 2020 durante el gobierno interino de Jeanine Áñez.

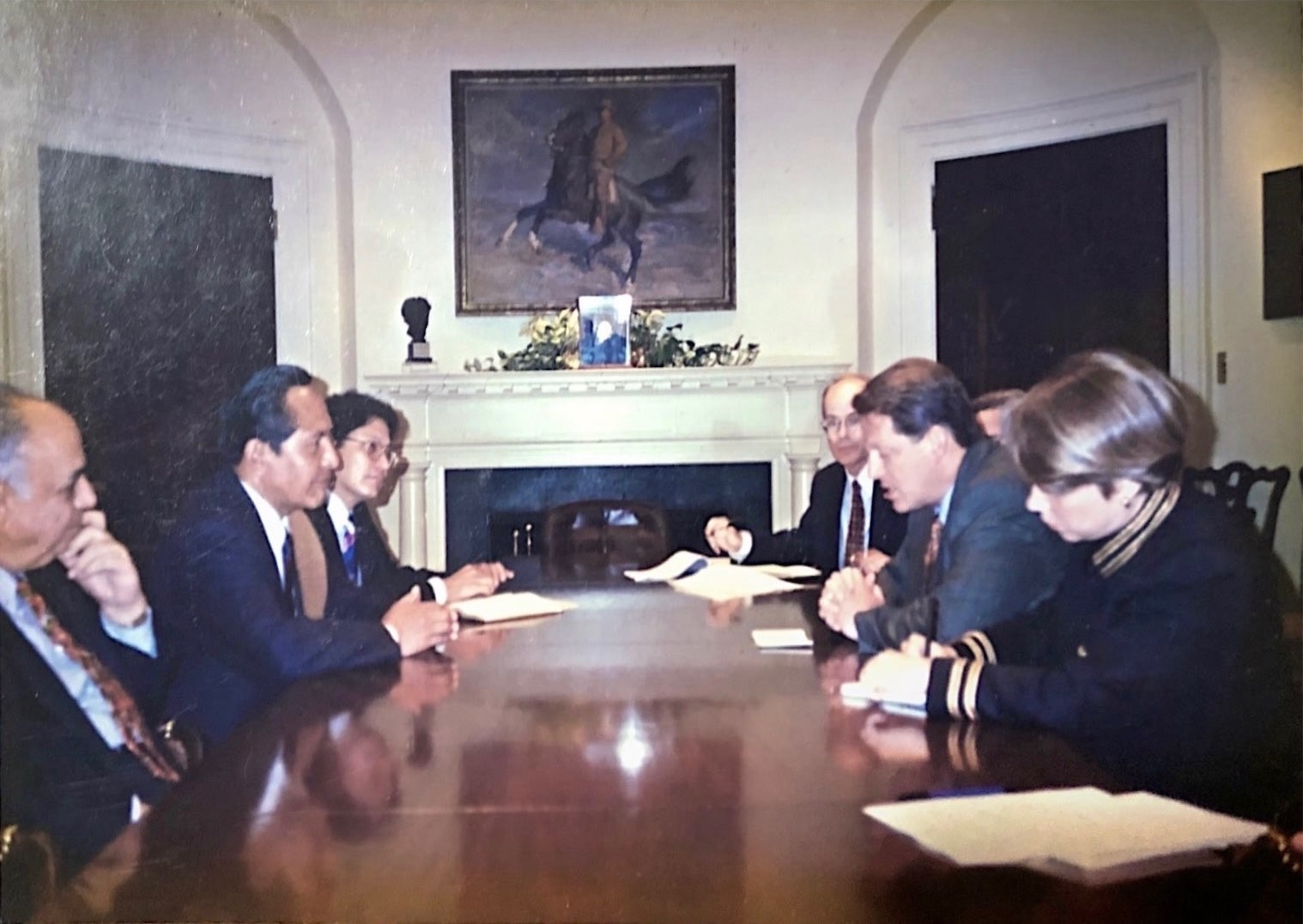
Henry Oporto junto al vicepresidente de los Estados Unidos Al Gore y el vicepresidente de Bolivia Victor Hugo Cárdenas en la Casa Blanca en 1996.

Fue director del Programa Nacional de Gobernabilidad. Investigador de la Fundación Vicente Pazos Kanki. De manera paralela incursionó en el mundo empresarial y de negocios.
Actualmente es Director Ejecutivo de la Fundación Milenio. Reconocido por presentar anualmente el Informe de Milenio sobre la Economía de Bolivia, posicionado como referencia para la creación de proyectos gubernamentales y empresariales.

## Libros
En su carrera como escritor es autor de varias obras literarias:
- 1983. Universidad: Crisis de hegemonía.
- 1991. La Revolución Democrática. Una nueva manera de pensar Bolivia.
- 1998. Reinventando el gobierno. Reforma del Estado y Gobernabilidad en Bolivia.[7]
- 2009. El cielo por asalto.[8]
- 2010. Agua y Poder.
- 2012. Un nuevo rumbo: política y sociedad.
- 2013. ¿De vuelta al Estado minero?
- 2014. Bolivia, encrucijadas en el siglo XXI[9]
- 2017. El fin del populismo. ¿Qué viene ahora?[10]
- 2018. ¿Cómo somos? Ensayo sobre el carácter nacional de los bolivianos.[11]